# Jamanxim nationalpark
Jamanxim nationalpark är en nationalpark i Brasilien. Den ligger i kommunen Itaituba och delstaten Pará, i den centrala delen av landet, 1 400 km nordväst om huvudstaden Brasília.
I omgivningarna runt Jamanxim nationalpark växer i huvudsak städsegrön lövskog. Trakten runt Jamanxim nationalpark är nära nog obefolkad, med mindre än två invånare per kvadratkilometer. Tropiskt monsunklimat råder i trakten. Årsmedeltemperaturen i trakten är 23 °C. Den varmaste månaden är augusti, då medeltemperaturen är 24 °C, och den kallaste är mars, med 21 °C. Genomsnittlig årsnederbörd är 2 934 millimeter. Den regnigaste månaden är januari, med i genomsnitt 448 mm nederbörd, och den torraste är juli, med 33 mm nederbörd.